# Elektrische potentiaal
De elektrische potentiaal van een statisch elektrisch veld is de potentiële energie per eenheid elektrische lading. Een elektrisch potentiaalverschil wordt meestal aangeduid met elektrische spanning of voltage. De SI-eenheid van elektrische potentiaal is de volt met symbool {\displaystyle V}.

## Definitie
Een elektrisch veld is conservatief, dus geldt voor de arbeid die door het veld wordt geleverd als een geladen deeltje met lading {\displaystyle q_{0}} van punt {\displaystyle a} naar {\displaystyle b} beweegt:
{\displaystyle W_{a\to b}=U_{a}-U_{b}}
Hierin is {\displaystyle U} de potentiële energie. Deelt men de arbeid door {\displaystyle q_{0}} dan volgt:
{\displaystyle {\frac {W_{a\to b}}{q_{0}}}={\frac {U_{a}}{q_{0}}}-{\frac {U_{b}}{q_{0}}}=V_{a}-V_{b}}
waarin {\displaystyle V_{a}} en {\displaystyle V_{b}} de potentialen in de punten {\displaystyle a} en {\displaystyle b} zijn. De uitdrukking {\displaystyle V_{a}-V_{b}} is het potentiaalverschil tussen {\displaystyle a} en {\displaystyle b}. 
Hiermee is ook duidelijk dat het potentiaalverschil eenduidig is bepaald en de potentiaal op een constante na vastligt. Meestal wordt verondersteld dat de potentiaal in het oneindige gelijk is aan 0, waardoor ook de potentiaal in ieder ander punt eenduidig is bepaald.
De kracht die een elektrisch veld met sterkte {\displaystyle \mathbf {E} } op een puntlading {\displaystyle q_{0}} uitoefent, is {\displaystyle \mathbf {F} =q_{0}\mathbf {E} }. De arbeid die door het elektrische veld wordt geleverd als een puntlading van {\displaystyle a} naar {\displaystyle b} beweegt, wordt dus gegeven door de lijnintegraal:
{\displaystyle W_{a\to b}=\int _{a}^{b}\mathbf {F} \cdot \mathrm {d} \mathbf {l} =q_{0}\int _{a}^{b}\mathbf {E} \cdot \mathrm {d} \mathbf {l} }
Deelt men de bovenstaande uitdrukking door {\displaystyle q_{0}}, dan volgt:
{\displaystyle V_{a}-V_{b}={\frac {W_{a\to b}}{q_{0}}}=\int _{a}^{b}\mathbf {E} \cdot \mathrm {d} \mathbf {l} }
Is de lijnintegraal {\displaystyle \int _{a}^{b}\mathbf {E} \cdot \mathrm {d} \mathbf {l} } positief, dan verricht het elektrische veld positieve arbeid op een positieve lading als het deeltje van {\displaystyle a} naar {\displaystyle b} beweegt. De potentiële energie neemt in dat geval af, dus is {\displaystyle V_{a}} groter dan {\displaystyle V_{b}}. In het algemeen geldt dat een deeltje met positieve lading een kracht ondervindt in de richting van {\displaystyle \mathbf {E} } en een negatief geladen deeltje een kracht in de tegenovergestelde richting van {\displaystyle \mathbf {E} }.
Neemt men in de bovenstaande uitdrukking voor het punt {\displaystyle a} een punt in het oneindige met de afspraak dat de potentiaal daar gelijk is aan 0, dan is:
{\displaystyle V_{b}=-\int _{C_{b}}\mathbf {E} \cdot \mathrm {d} \mathbf {l} }
waarin {\displaystyle C_{b}} een kromme is vanuit het oneindige naar het punt {\displaystyle b}. Men definieert daarom wel dat de potentiaal in een punt de arbeid is, die moet worden verricht om de eenheidslading vanuit het oneindige naar dat punt te brengen.
In een statisch elektrisch veld is de veldsterkte het tegengestelde van de gradiënt van de potentiaal:
{\displaystyle \mathbf {E} =-\nabla V}
De potentiaal is een scalair veld, het elektrische veld een vectorveld.

## Potentiaal van een puntlading
De elektrische veldsterkte van een puntlading {\displaystyle q} in vacuüm wordt volgens de wet van Coulomb gegeven door:
{\displaystyle \mathbf {E(\mathbf {r} )} ={\frac {1}{4\pi \varepsilon _{0}}}{\frac {q}{r^{2}}}\mathbf {r} }
Daarin is {\displaystyle \mathbf {r} } de voerstraal van het beschouwde punt tot de puntlading.
De potentiële energie van een proeflading {\displaystyle q_{0}} in dit veld is:
{\displaystyle U(r)={\frac {1}{4\pi \varepsilon _{0}}}{\frac {q_{0}\cdot q}{r}}}
waarin {\displaystyle \varepsilon _{0}} de elektrische veldconstante is en {\displaystyle r} de afstand tussen {\displaystyle q_{0}} en {\displaystyle q}. Hieruit volgt voor de elektrische potentiaal:
{\displaystyle V(r)={\frac {U(r)}{q_{0}}}={\frac {1}{4\pi \varepsilon _{0}}}{\frac {q}{r}}}
Energie en elektrische lading zijn scalaire grootheden. Dit maakt ook van de elektrische potentiaal een scalair. De eenheid volt van de elektrische potentiaal volgt direct uit bovenstaande vergelijking: 1 volt = 1 joule / coulomb.

## Continue ladingsverdeling
Een continue ladingsverdeling over een oppervlakte of in een volume met ladingsdichtheid {\displaystyle \rho } in vacuüm heeft een elektrische potentiaal:
{\displaystyle V={\frac {1}{4\pi \varepsilon _{0}}}\int {\frac {\rho (r)}{r}}\mathrm {d} r}
waarin {\displaystyle r} de afstand is tot het punt waarin {\displaystyle V} berekend wordt.
De potentiaal in vacuüm voldoet aan de poissonvergelijking:
{\displaystyle \Delta V=-\nabla \cdot \mathbf {E} =-{\frac {\rho }{\varepsilon _{0}}}}